# Zarmehr
Zarmehr (persiska: زرمهر) är en ort i Iran.   Den ligger i provinsen Khorasan, i den nordöstra delen av landet, 700 km öster om huvudstaden Teheran. Zarmehr ligger 1 279 meter över havet och antalet invånare är 727.
Terrängen runt Zarmehr är platt söderut, men norrut är den kuperad. Terrängen runt Zarmehr sluttar söderut. Runt Zarmehr är det ganska glesbefolkat, med 25 invånare per kvadratkilometer. Närmaste större samhälle är Shādmehr, 8,1 km sydost om Zarmehr. Omgivningarna runt Zarmehr är i huvudsak ett öppet busklandskap.